# 藤本芝裕
藤本 芝裕（ふじもと しばひろ、6月22日 - ）は、落語芸術協会・ベン村さ来事務所所属の三味線漫談家。元タレント。本名∶田中 裕美。出囃子は『おんことこと』。夫は放送作家のベン村さ来。

## 経歴
東京都江戸川区出身、千葉県船橋市育ち。文化学園大学短期大学部服装学科卒業。
1985年、『ウルトラマン』ショーの司会として円谷プロダクションの専属タレントとなる。短大卒業後に添乗員として旅行代理店に勤務の後、1988年に劇団『海賊船カンパニー』に入団。同年4月に太田プロダクションに所属し、「相馬ひろみ」の芸名で漫談家として活動を開始し、テレビなどで活動する。
1996年、民謡・端唄三味線の藤本流・藤本音芝に入門、2005年に藤本流名取となり「藤本芝裕」を襲名する（2008年に師範となる）。2007年からは三味線漫談家として活動する。
2020年より桂竹丸の内輪となり、2022年9月より落語芸術協会の正会員となる。以降は定席寄席などで活動する。

## 芸歴
- 1988年∶「相馬ひろみ」名義で漫談家として活動開始。
- 1996年∶藤本音芝の門下となる。
- 2005年∶「藤本芝裕」を襲名。
- 2022年∶落語芸術協会に加入。

## 出演番組
「相馬ひろみ」名義も含む。
- 独占!女の60分（テレビ朝日）
- 花王名人劇場（フジテレビ）
- まねまね天国(テレビ東京)
- 鶴ちゃんのプッツン5(日本テレビ)
- 笑売繁盛!（日本テレビ）
- オールスター東西対抗大笑いものまね大賞（日本テレビ）
- 地球まるかじり（テレビ東京）
- 爆笑BOOING（関西テレビ）
- 高田文夫のラジオビバリー昼ズ（ニッポン放送）
- たまにはキンゴロー初回ライブスペシャル（フジテレビ）
- モアモア爆笑新鮮組（ニッポン放送）
- 相馬ひろみのジンセー改造計画（ラジオたんぱ）